# العلاقات الهندية الباكستانية
العلاقات الهندية الباكستانية  معقدة وعدائية إلى حد كبير بسبب عديد من الأحداث السياسية والتاريخية. تشكلت هذه العلاقة بالتقسيم العنيف للهند البريطانية في 1947، ونزاع كشمير، والنزاعات العسكرية العديدة بينهما، ومن ثَم اكتست علاقتهما بالعداء والريب. يشترك شمال الهند وباكستان إلى حد ما في بعض الديمغرافيات واللغات (لا سيما البنجابية والهندستانية).
بعد عامين من الحرب العالمية الثانية، حلت المملكة المتحدة رسميًا الراج البريطاني في 1947، وتشكلت دولتان مستقلتان: اتحاد الهند ودومينيون باكستان. لاحقًا أدى انقسام الهند البريطانية إلى نزوح 15 ملايين إنسان، وتقدير عدد القتلى بما يتراوح بين عدة مئات الآلاف ومليون شخص. حيث هاجر الهندوس والمسلمين في اتجاهين متعاكسين عبر خط رادكليف للوصول إلى الهند وباكستان على التوالي. في عام 1950، قامت الهند دولةً علمانية ذات أغلبية هندوسية وأقلية مسلمة كبيرة، في حين قامت في باكستان كـ «جمهورية إسلامية» التي أغلبيتها مسلمة مع أقلية هندوسية كبيرة، لكنها على رغم اسمها كفل دستورها حرية الاعتقاد لكل الأديان. هاجر منها بعدئذ أغلب أقليتها الهندوسية، خصوصًا بعد فصل شرق باكستان في حرب تحرير بنغلاديش.
بُعَيد استقلالهما قامت بينهما علاقات دبلوماسية، لكن طغى عليها التقسيم العنيف والمطالبات الإقليمية العديدة. نشب بينهما بعد استقلالهما ثلاثة حروب كبرى وحرب غير معلنة، ومناوشات ومواجهات عسكرية عديدة. نزاع كشمير أهم تلك النزاعات، باستثناء الحرب الهندية الباكستانية في 1971 وحرب تحرير بنغلاديش، التي أدت إلى انفصال شرق باكستان (بنغلاديش حاليًّا).
أُجريت عدة محاولات لإصلاح العلاقة، أهمها مؤتمر قمة شيملا وقمة أغرة وقمة لاهور. توترت علاقتهما منذ أوائل ثمانينيات القرن العشرين، خصوصًا بعد نزاع سياشين، وتمرد كشمير في 1989، والتجارب النووية الهندية والباكستانية في 1998، وحرب كارجيل في 1999. خفف التوترَ بعضُ جهود بناء الثقة، مثل اتفاقية وقف إطلاق النار في 2003، وخدمة حافلات دلهي ولاهور. لكن أعاق تلك الجهودَ عمليات إرهابية دورية. كادت تقوم بين البلدين حرب نووية بعد هجوم البرلمان الهندي في 2001، وأيضًا تفجيرات قطار سَمْجُوتة في 2007 التي راح ضحيتها 68 مدنيًّا (أغلبهم باكستانيون) كانت محطة مهمة في مشوار علاقتهما. وفوق ذلك عصفت هجمات مومباي الإرهابية الباكستانية في 2008 بمحادثات السلام التي كانت بينهما.
خف التوتر فترة وجيزة بعد انتخاب حكومتين جديدتين في البلدين، لكن توقفت المحادثات مرة أخرى بعد هجوم محطة باثانكوت في 2016. في سبتمبر 2016 حصل هجوم إرهابي على قاعدة عسكرية هندية في كشمير الهندية الحكومة، وكان أدمى هجوم حصل من سنين؛ راح ضحيته 19 جنديًّا هنديًّا. زعمت الهند أن الهجوم خططته جماعة إرهابية تدعمها باكستان، لكن نفت باكستان هذا، زاعمة أن الهجوم رد محلي على التوتر الذي كانت تشهده المنطقة من جراء عنف أفراد الأمن الهنديين. أدى الهجوم إلى مناوشات على «خط السيطرة»، وانتهاكات لحالة وقف إطلاق النار، وهجمات مسلحة على قوات الأمن الهندية. منذ 2016 العلاقات منهارة بسبب استمرار المواجهات والهجمات الإرهابية وتصاعد الخطاب القومي على الجبهتين، وتوقعات تَعافيها ضئيلة. بعد هجوم بولواما في 2019، ألغت الهند امتياز «دولة أولى بالرعاية» التجاري الذي كانت تكفله لباكستان منذ 1996، ورفعت الرسوم الجمركية بنسبة 200%، فأثرت جدًّا في تجارتَي الملابس والأسمنت الباكستانيتين.
بعد انتخاب حكومتين جديدتين في البلدين في ثاني عقد من القرن الحادي والعشرين، بُذلت بعض الجهود لتحسين العلاقات، خصوصًا للتوصل إلى اتفاق على «وُلوج سوقيّ غير تمييزي على أساس تبادلي» (NDMARB)، لتحرير التجارة. البَلدان عضوان في «رابطة جنوب آسيا للتعاون الإقليمي» و«منطقة جنوب آسيا للتجارة الحرة». اعتادت باكستان إقامة جناح في «المعرض التجاري الدولي الهندي» السنوي، كان يجذب أعدادًا غفيرة، لكن أدى تدهور العلاقة إلى مقاطعة التجار الباكستانيين في المعرض.
في نوفمبر 2015 اتفق ناريندرا مودي (رئيس الوزراء الهندي الجديد حينئذ) ونواز شريف (رئيس الوزراء الباكستاني) على استئناف المحادثات الثنائية. وفي الشهر اللاحق زار مودي باكستان زيارة وجيزة غير مقرَّرة وهو في طريقه إلى الهند، فكان بهذا أول رئيس وزراء هندي يزور باكستان منذ 2004. على رغم تلك الجهود ظلت علاقة البلدين متجمدة، إثر تكرّر عمليات إرهابية عبر الحدود. في استطلاع أجرته «بي بي سي ورلد سيرفس» في 2017، لم يَنظر إلى التأثير الباكستاني نظرة إيجابية إلا 5% من الهنود، مقابل 85% كانت نظرتهم إليه نظرة سلبية، في حين كانت نظرتا الباكستانين المقابلتان 11% و62% على التوالي.
في أغسطس 2019، بعدما أقر البرلمان الهندي قانون إعادة تنظيم جامو وكشمير (وهو القانون الذي ألغى مكانتهما الخصوصية) ازداد التوتر بين البلدين، إذ أرخت باكستان الروابط الدبلوماسية وأغلقت مجالها الجوي وعلقت الاتجار مع الهند.

## مقارنة بين البلدين
هذه مقارنة عامة ومرجعية للدولتين:
| وجه المقارنة                                              | الهند                       | باكستان                     |
| --------------------------------------------------------- | --------------------------- | --------------------------- |
| المساحة (كم2)                                             | 3.29 مليون                  | 881.91 ألف                  |
| عدد السكان (نسمة)                                         | 1.35 مليار                  | 197.02 مليون                |
| الكثافة السكانية (ن./كم²)                                 | 410.33                      | 223.4                       |
| العاصمة                                                   | نيودلهي                     | إسلام آباد                  |
| اللغة الرسمية                                             | اللغة الهندية، لغة إنجليزية | لغة إنجليزية، اللغة الأردية |
| العملة                                                    | روبية هندية                 | روبية باكستانية             |
| الناتج المحلي الإجمالي (بليون دولار)                      | 2.60 تريليون                | 304.95 مليار                |
| الناتج المحلي الإجمالي (تعادل القوة الشرائية) بليون دولار | 8.00 تريليون                | 946.67 مليار                |
| الناتج المحلي الإجمالي الاسمي للفرد دولار أمريكي          | 1.60 ألف                    | 1.43 ألف                    |
| الناتج المحلي الإجمالي للفرد دولار أمريكي                 | 5.70 ألف                    | 4.81 ألف                    |
| مؤشر التنمية البشرية                                      | 0.609                       | 0.538                       |
| رمز المكالمات الدولي                                      | +91                         | +92                         |
| رمز الإنترنت                                              | .in، .भारत ‏، .بھارت ‏،        | .pk                         |
| المنطقة الزمنية                                           | ت ع م+05:30، توقيت الهند    | ت ع م+05:00                 |

## مدن متوأمة
في ما يلي قائمة باتفاقيات التوأمة بين مدن هندية وباكستانية:
- ترتبط مومباي مع كراتشي باتفاقية توأمة منذ 1968.[19][19][20][20]
- ترتبط دلهي مع كراتشي باتفاقية توأمة منذ 10 أكتوبر 2001.[21][21][21][21]
- ترتبط كلكتا مع كراتشي باتفاقية توأمة.

## منظمات دولية مشتركة
يشترك البلدان في عضوية مجموعة من المنظمات الدولية، منها:
| علم المنظمة | اسم المنظمة                        | تاريخ انضمام الهند | تاريخ انضمام باكستان |
| ----------- | ---------------------------------- | ------------------ | -------------------- |
|             | منظمة التجارة العالمية             | 1995               | ?                    |
|             | الاتحاد البريدي العالمي            | ?                  | ?                    |
|             | منتدى آسيان الإقليمي ‏              | ?                  | ?                    |
|             | دول الكومنولث                      | 15 أغسطس 1947      | ?                    |
|             | يونسكو                             | 4 نوفمبر 1946      | 14 سبتمبر 1949       |
|             | الفريق المعني برصد الأرض           | ?                  | ?                    |
|             | منظمة شانغهاي للتعاون              | ?                  | ?                    |
|             | مؤسسة التمويل الدولية              | 20 يوليو 1956      | 20 يوليو 1956        |
|             | بنك التنمية الآسيوي                | 1966               | 1966                 |
|             | منظمة حظر الأسلحة الكيميائية       | ?                  | ?                    |
|             | وكالة ضمان الاستثمار متعدد الأطراف | 6 يناير 1994       | 12 أبريل 1988        |
|             | الاتحاد الدولي للاتصالات           | 1869               | 26 أغسطس 1947        |
|             | منظمة الشرطة الجنائية الدولية      | ?                  | ?                    |
|             | الأمم المتحدة                      | 30 أكتوبر 1945     | 30 سبتمبر 1947       |
|             | البنك الدولي للإنشاء والتعمير      | 27 ديسمبر 1945     | 11 يوليو 1950        |
|             | المنظمة الهيدروغرافية الدولية      | ?                  | ?                    |

## أعلام
هذه قائمة لبعض الشخصيات التي تربطها علاقات بالبلدين:
- بامبا ساذرلاند (أميرة البنجاب، 29 سبتمبر 1869 – 10 مارس 1957)
- زارا خان (مغنية من المملكة المتحدة، 1992 – )
- عايش تيسير (كاتب هندي، 27 نوفمبر 1980 – )
- عرفان يوسف (محامي أسترالي، 1969 – )
- مهاجر اشخاص

## وصلات خارجية
- موقع وزارة الخارجية الهندية
- موقع وزارة الخارجية الباكستانية